# La nova joguina
La nova joguina (títol original en francès, Le Nouveau Jouet) és una pel·lícula francesa del 2022 dirigida per James Huth. És un nova versió de la pel·lícula de Francis Veber Le Jouet (1976). S'ha doblat i subtitulat al català.

## Producció
L'octubre de 2020, es va anunciar que la productora Eskwad estava preparant un remake de la pel·lícula Le Jouet (1976) escrita i dirigida per Francis Veber. James Huth va assumir la direcció d'aquesta nova versió. Uns mesos més tard, també es va anunciar que Jamel Debbouze i Daniel Auteuil ocuparien els papers principals. Els dos actors, que són veïns de París, feia temps que volien treballar junts.
El rodatge va començar el 25 d'agost de 2021 i va acabar a principis de novembre de 2021. Va tenir lloc sobretot a Stains i a Gonesse.